# Nordische Junioren-Skiweltmeisterschaften 2023
Die 46. Nordischen Junioren-Skiweltmeisterschaften und die in diesem Rahmen ausgetragenen 18. U23-Langlauf-Weltmeisterschaften fanden vom 28. Januar bis zum 5. Februar 2023 in Whistler statt. Die Wettbewerbe wurden im Whistler Olympic Park sowie auf der Whistler Olympic Park Ski Jumps (Hillsize 104) ausgetragen.

## Medaillenspiegel

### Medaillenspiegel U23
| Platz  | Land        |   |   |   |    |
| ------ | ----------- | - | - | - | -- |
| 1      | Norwegen    | 4 | 3 | 4 | 11 |
| 2      | Deutschland | 1 | 1 | 0 | 2  |
| 3      | Frankreich  | 1 | 0 | 1 | 2  |
| 4      | Finnland    | 1 | 0 | 0 | 1  |
| 5      | Schweden    | 0 | 2 | 1 | 3  |
| 6      | Polen       | 0 | 1 | 0 | 1  |
| 7      | Schweiz     | 0 | 0 | 1 | 1  |
| Gesamt | Gesamt      | 7 | 7 | 7 | 21 |

### Medaillenspiegel Junioren
| Platz  | Land        |    |    |    |    |
| ------ | ----------- | -- | -- | -- | -- |
| 1      | Norwegen    | 4  | 4  | 2  | 10 |
| 2      | Finnland    | 3  | 1  | 2  | 6  |
| 3      | Österreich  | 2  | 1  | 4  | 7  |
| 4      | Italien     | 2  | 0  | 2  | 4  |
| 5      | Deutschland | 1  | 3  | 2  | 6  |
| 6      | Schweden    | 1  | 3  | 1  | 5  |
| 7      | Slowenien   | 1  | 2  | 1  | 4  |
| 8      | Japan       | 1  | 1  | 0  | 2  |
| 9      | Kanada      | 1  | 0  | 0  | 1  |
| 10     | Polen       | 0  | 1  | 1  | 2  |
| 11     | Schweiz     | 0  | 0  | 1  | 1  |
| Gesamt | Gesamt      | 16 | 16 | 16 | 48 |

## Skilanglauf U23 Männer

### Sprint klassisch
| Platz | Sportler               | Land               |
| ----- | ---------------------- | ------------------ |
| 1     | Ansgar Evensen         | Norwegen           |
| 2     | George Ersson          | Schweden           |
| 3     | Emil Danielsson        | Schweden           |
| 4     | Jonas Vika             | Norwegen           |
| 5     | Elia Barp              | Italien            |
| 6     | Alessandro Chiocchetti | Italien            |
| 7     | Lars Agnar Hjelmeset   | Norwegen           |
| 8     | Riccardo Bernardi      | Italien            |
| 9     | Julien Arnaud          | Frankreich         |
| 10    | Wiljam Mattila         | Finnland           |
| 11    | Amund Korsæth          | Norwegen           |
| 12    | Luke Jager             | Vereinigte Staaten |

Datum: 29. Januar 2023

Es waren 62 Teilnehmer am Start.

Weitere Teilnehmer aus deutschsprachigen Ländern:

 Anian Sossau: 17. Platz

 Jan Stölben: 18. Platz

 Antonin Savary: 27. Platz

 Avelino Näpflin: 35. Platz

 Robin Frommelt: 37. Platz

### 20 km klassisch Massenstart
| Platz | Sportler            | Land               | Zeit (min) |
| ----- | ------------------- | ------------------ | ---------- |
| 1     | Jonas Vika          | Norwegen           | 54:25,7    |
| 2     | Edvard Sandvik      | Norwegen           | 54:27,0    |
| 3     | Julien Arnaud       | Frankreich         | 54:29,3    |
| 4     | Andreas Fjorden Ree | Norwegen           | 54:30,7    |
| 5     | Rémi Bourdin        | Frankreich         | 54:31,5    |
| 6     | Truls Gisselman     | Schweden           | 54:31,7    |
| 7     | Gus Schumacher      | Vereinigte Staaten | 54:32,0    |
| 8     | Giovanni Ticco      | Italien            | 54:34,7    |
| 9     | Nicola Wigger       | Schweiz            | 54:35,3    |
| 10    | Cla-Ursin Nufer     | Schweiz            | 54:35,4    |

Datum: 31. Januar 2023

Es waren 58 Teilnehmer am Start.

Weitere Teilnehmer aus deutschsprachigen Ländern:

 Jan-Friedrich Doerks: 14. Platz

 Jan Stölben: 19. Platz

 Anian Sossau: 35. Platz

 Avelino Näpflin: 36. Platz

 Robin Frommelt: 43. Platz

### 10 km Freistil
| Platz | Sportler              | Land       | Zeit (min) |
| ----- | --------------------- | ---------- | ---------- |
| 1     | Martin Kirkeberg Mørk | Norwegen   | 22:52,1    |
| 2     | Lars Agnar Hjelmeset  | Norwegen   | 23:19,0    |
| 3     | Jonas Vika            | Norwegen   | 23:35,6    |
| 4     | Gaspard Rousset       | Frankreich | 23:35,8    |
| 5     | Elia Barp             | Italien    | 23:38,1    |
| 6     | Antonin Savary        | Schweiz    | 23:40,8    |
| 7     | Ryō Hirose            | Japan      | 23:41,9    |
| 8     | Edvard Sandvik        | Norwegen   | 23:42,0    |
| 9     | Cla-Ursin Nufer       | Schweiz    | 23:46,4    |
| 10    | Gustav Kvarnbrink     | Schweden   | 23:50,7    |

Datum: 3. Februar 2023

Es waren 64 Teilnehmer am Start.

Weitere Teilnehmer aus deutschsprachigen Ländern:

 Jan-Friedrich Doerks: 20. Platz

 Anian Sossau: 21. Platz

 Jan Stölben: 22. Platz

 Avelino Näpflin: 27. Platz

 Robin Frommelt: 45. Platz

## Skilanglauf U23 Frauen

### Sprint klassisch
| Platz | Sportler                 | Land        |
| ----- | ------------------------ | ----------- |
| 1     | Jasmin Kähärä            | Finnland    |
| 2     | Kristin Austgulen Fosnæs | Norwegen    |
| 3     | Sigrid Leseth Føyen      | Norwegen    |
| 4     | Moa Hansson              | Schweden    |
| 5     | Nicole Monsorno          | Italien     |
| 6     | Ingrid Gulbrandsen       | Norwegen    |
| 7     | Anja Weber               | Schweiz     |
| 8     | Helen Hoffmann           | Deutschland |
| 9     | Hedda Bakkemo            | Norwegen    |
| 10    | Ella Olsson              | Schweden    |
| 11    | Barbora Antošová         | Tschechien  |
| 12    | Amanda Saari             | Finnland    |

Datum: 29. Januar 2023

Es waren 46 Sportlerinnen am Start.

Weitere Teilnehmerinnen aus deutschsprachigen Ländern:

 Nadja Kälin: 15. Platz

 Germana Thannheimer: 17. Platz

 Verena Veit: 21. Platz

 Lisa Lohmann: 26. Platz

 Nina Riedener: 45. Platz

### 20 km klassisch Massenstart
| Platz | Sportler                 | Land               | Zeit (std) |
| ----- | ------------------------ | ------------------ | ---------- |
| 1     | Kristin Austgulen Fosnæs | Norwegen           | 1:01:40,0  |
| 2     | Lisa Lohmann             | Deutschland        | 1:01:42,3  |
| 3     | Margrethe Bergane        | Norwegen           | 1:01:47,2  |
| 4     | Anja Weber               | Schweiz            | 1:02:00,5  |
| 5     | Nadja Kälin              | Schweiz            | 1:02:01,2  |
| 6     | Helen Hoffmann           | Deutschland        | 1:02:01,5  |
| 7     | Emma Kirkeberg Mørk      | Norwegen           | 1:02:03,1  |
| 8     | Sydney Palmer-Leger      | Vereinigte Staaten | 1:03:05,9  |
| 9     | Martina Di Centa         | Italien            | 1:03:07,1  |
| 10    | Sigrid Leseth Føyen      | Norwegen           | 1:03:18,0  |

Datum: 31. Januar 2023

Es waren 39 Athletinnen am Start.

Weitere Teilnehmerinnen aus deutschsprachigen Ländern:

 Germana Thannheimer: 19. Platz

 Verena Veit: 29. Platz

 Nina Riedener: 37. Platz

### 10 km Freistil
| Platz | Sportler            | Land               | Zeit (min) |
| ----- | ------------------- | ------------------ | ---------- |
| 1     | Helen Hoffmann      | Deutschland        | 26:13,0    |
| 2     | Izabela Marcisz     | Polen              | 26:14,5    |
| 3     | Margrethe Bergane   | Norwegen           | 26:17,4    |
| 4     | Lisa Lohmann        | Deutschland        | 26:27,7    |
| 5     | Sophia Laukli       | Vereinigte Staaten | 26:30,9    |
| 6     | Anja Weber          | Schweiz            | 26:51,4    |
| 7     | Novie McCabe        | Vereinigte Staaten | 26:53,7    |
| 8     | Kaidy Kaasiku       | Estland            | 26:54,1    |
| 9     | Sydney Palmer-Leger | Vereinigte Staaten | 26:56,7    |
| 10    | Louise Lindström    | Schweden           | 26:57,0    |

Datum: 3. Februar 2023

Es waren 47 Athletinnen am Start.

Weitere Teilnehmerinnen aus deutschsprachigen Ländern:

 Nadja Kälin: 18. Platz

 Germana Thannheimer: 22. Platz

 Verena Veit: 29. Platz

 Nina Riedener: 32. Platz

## Skilanglauf U23 Mixed

### 4 × 5-km-Staffel
| Platz | Sportler                                                                    | Land               | Gesamtzeit (min) |
| ----- | --------------------------------------------------------------------------- | ------------------ | ---------------- |
| 1     | Eve-Ondine Duchaufour Julien Arnaud Julie Pierrel Gaspard Rousset           | Frankreich         | 51:05,0          |
| 2     | Louise Lindström Gustav Kvarnbrink Moa Hansson Truls Gisselman              | Schweden           | 51:05,5          |
| 3     | Nadja Kälin Nicola Wigger Anja Weber Antonin Savary                         | Schweiz            | 51:08,3          |
| 4     | Kristin Austgulen Fosnæs Jonas Vika Margrethe Bergane Martin Kirkeberg Mørk | Norwegen           | 51:13,3          |
| 5     | Lisa Lohmann Jan-Friedrich Doerks Helen Hoffmann Anian Sossau               | Deutschland        | 51:31,7          |
| 6     | Jasmine Lyons Rémi Drolet Liliane Gagnon Sasha Masson                       | Kanada             | 51:40,6          |
| 7     | Sydney Palmer-Leger Zanden McMullen Sophia Laukli John Steel Hagenbuch      | Vereinigte Staaten | 51:44,7          |
| 8     | Nicole Monsorno Alessandro Chiocchetti Martina Di Centa Elia Barp           | Italien            | 52:10,7          |

Datum: 4. Februar 2023

## Skilanglauf Junioren

### Sprint klassisch
| Platz | Sportler               | Land     |
| ----- | ---------------------- | -------- |
| 1     | Anton Grahn            | Schweden |
| 2     | Elias Danielsson       | Schweden |
| 3     | Eero Rantala           | Finnland |
| 4     | Mathias Holbæk         | Norwegen |
| 5     | Casper Kvam Grindhagen | Norwegen |
| 6     | Kristian Kollerud      | Norwegen |
| 7     | Lars Heggen            | Norwegen |
| 8     | Erik Bergström         | Schweden |
| 9     | Ike Melnits            | Finnland |
| 10    | Bernat Sellés Gasch    | Spanien  |
| 11    | Ilan Pittier           | Schweiz  |
| 12    | Niclas Steiger         | Schweiz  |

Datum: 28. Januar 2023

Es waren 72 Teilnehmer am Start.

Weitere Teilnehmer aus deutschsprachigen Ländern:

 Elias Keck: 17. Platz

 Simon Jung: 18. Platz

 Luca Petzold: 22. Platz

 Robin Fischer: 25. Platz

 Roman Alder: 27. Platz

 Noe Näff: 28. Platz

 Christian Steiner: 36. Platz

 Tobias Ganner: 55. Platz

 Jakob Pölzleitner: 57. Platz

### 20 km klassisch Massenstart
| Platz | Sportler              | Land        | Zeit (min) |
| ----- | --------------------- | ----------- | ---------- |
| 1     | Mathias Holbæk        | Norwegen    | 53:05,7    |
| 2     | Niko Anttola          | Finnland    | 53:13,4    |
| 3     | Kristian Kollerud     | Norwegen    | 53:33,8    |
| 4     | Elias Keck            | Deutschland | 53:37,4    |
| 5     | Davide Ghio           | Italien     | 53:37,8    |
| 6     | Simon Jung            | Deutschland | 53:37,9    |
| 7     | Fabrizio Albasini     | Schweiz     | 53:39,0    |
| 8     | Lars Michael Bjertnæs | Norwegen    | 53:39,7    |
| 9     | Eero Rantala          | Finnland    | 53:40,7    |
| 10    | Lars Heggen           | Norwegen    | 53:41,3    |

Datum: 30. Januar 2023

Es waren 68 Teilnehmer am Start.

Weitere Teilnehmer aus deutschsprachigen Ländern:

 Robin Fischer: 11. Platz

 Niclas Steiger: 12. Platz

 Tom Emilio Wagner: 19. Platz

 Tobias Ganner: 20. Platz

 Pierrick Cottier: 27. Platz

 Jakob Pölzleitner: 42. Platz

 Noe Näff: 46. Platz

### 10 km Freistil
| Platz | Sportler                 | Land        | Zeit (min) |
| ----- | ------------------------ | ----------- | ---------- |
| 1     | Niko Anttola             | Finnland    | 23:35,4    |
| 2     | Lars Heggen              | Norwegen    | 23:41,4    |
| 3     | Thomas Linnebo Mollestad | Norwegen    | 23:42,7    |
| 4     | Niclas Steiger           | Schweiz     | 23:47,6    |
| 5     | Elias Keck               | Deutschland | 23:58,5    |
| 6     | Jørgen Nordhagen         | Norwegen    | 24:08,4    |
| 7     | Davide Ghio              | Italien     | 24:09,0    |
| 8     | Mathias Holbæk           | Norwegen    | 24:11,1    |
| 9     | Pierrick Cottier         | Schweiz     | 24:13,2    |
| 10    | Fabrizio Albasini        | Schweiz     | 24:17,5    |

Datum: 2. Februar 2023

Es waren 74 Teilnehmer am Start.

Weitere Teilnehmer aus deutschsprachigen Ländern:

 Robin Fischer: 14. Platz

 Tobias Ganner: 18. Platz

 Noe Näff: 23. Platz

 Luca Petzold: 24. Platz

 Tom Emilio Wagner: 25. Platz

 Jakob Pölzleitner: 39. Platz

 Christian Steiner: 59. Platz

## Skilanglauf Juniorinnen

### Sprint klassisch
| Platz | Sportler                        | Land               |
| ----- | ------------------------------- | ------------------ |
| 1     | Eevi-Inkeri Tossavainen         | Finnland           |
| 2     | Milla Grosberghaugen Andreassen | Norwegen           |
| 3     | Lisa Eriksson                   | Schweden           |
| 4     | Nadine Laurent                  | Italien            |
| 5     | Iris De Martin Pinter           | Italien            |
| 6     | Elin Näslund                    | Schweden           |
| 7     | Erica Laven                     | Schweden           |
| 8     | Sammy Smith                     | Vereinigte Staaten |
| 9     | Ingeborg Andberg Stenersen      | Norwegen           |
| 10    | Tove Ericsson                   | Schweden           |
| 11    | Nora Sofie Doksrød              | Norwegen           |
| 12    | Marina Kälin                    | Schweiz            |

Datum: 28. Januar 2023

Es waren 60 Teilnehmerinnen am Start.

Weitere Teilnehmerinnen aus deutschsprachigen Ländern:

 Leandra Beck: 13. Platz

 Nadia Steiger: 17. Platz

 Christina Döringer: 26. Platz

 Magdalena Engelhardt: 35. Platz

 Siri Wigger: 37. Platz

 Anna-Maria Logonder: 43. Platz

### 20 km klassisch Massenstart
| Platz | Sportler                        | Land               | Zeit (std) |
| ----- | ------------------------------- | ------------------ | ---------- |
| 1     | Milla Grosberghaugen Andreassen | Norwegen           | 1:01:17,6  |
| 2     | Lisa Eriksson                   | Schweden           | 1:01:38,8  |
| 3     | Eevi-Inkeri Tossavainen         | Finnland           | 1:01:51,5  |
| 4     | Iris De Martin Pinter           | Italien            | 1:01:53,1  |
| 5     | Marina Kälin                    | Schweiz            | 1:01:53,7  |
| 6     | Eva Ingebrigtsen                | Norwegen           | 1:02:15,4  |
| 7     | Elin Näslund                    | Schweden           | 1:02:56,9  |
| 8     | Tove Ericsson                   | Schweden           | 1:02:57,4  |
| 9     | Sammy Smith                     | Vereinigte Staaten | 1:02:57,4  |
| 10    | Anniken Sand                    | Norwegen           | 1:02:59,3  |

Datum: 30. Januar 2023

Es waren 51 Teilnehmerinnen am Start.

Weitere Teilnehmerinnen aus deutschsprachigen Ländern:

 Ramona Schöpfer: 18. Platz

 Magdalena Engelhardt: 23. Platz

 Christina Döringer: 24. Platz

 Siri Wigger: 30. Platz

 Nadia Steiger: 35. Platz

### 10 km Freistil
| Platz | Sportler                        | Land               | Zeit (min) |
| ----- | ------------------------------- | ------------------ | ---------- |
| 1     | Milla Grosberghaugen Andreassen | Norwegen           | 26:55,7    |
| 2     | Tuva Anine Brusveen-Jensen      | Norwegen           | 27:01,8    |
| 3     | Marina Kälin                    | Schweiz            | 27:11,0    |
| 4     | Oline Vestad                    | Norwegen           | 27:20,7    |
| 5     | Tove Ericsson                   | Schweden           | 27:35,2    |
| 6     | Sammy Smith                     | Vereinigte Staaten | 27:36,9    |
| 7     | Iris De Martin Pinter           | Italien            | 28:03,2    |
| 8     | Gina del Rio                    | Andorra            | 28:08,6    |
| 9     | Eevi-Inkeri Tossavainen         | Finnland           | 28:10,2    |
| 10    | Haley Brewster                  | Vereinigte Staaten | 28:12,3    |

Datum: 2. Februar 2023

Es waren 60 Teilnehmerinnen am Start.

Weitere Teilnehmerinnen aus deutschsprachigen Ländern:

 Siri Wigger: 22. Platz

 Nadia Steiger: 26. Platz

 Magdalena Engelhardt: 31. Platz

 Ramona Schöpfer: 34. Platz

 Christina Döringer: 35. Platz

 Anna-Maria Logonder: 51. Platz

## Skilanglauf Junioren Mixed

### 4 × 5-km-Staffel
| Platz | Sportler                                                                             | Land     | Gesamtzeit (min) |
| ----- | ------------------------------------------------------------------------------------ | -------- | ---------------- |
| 1     | Milla Grosberghaugen Andreassen Lars Heggen Tuva Anne Brusveen-Jensen Mathias Holbæk | Norwegen | 51:32,7          |
| 2     | Lisa Eriksson Elias Danielsson Tove Ericsson Erik Bergström                          | Schweden | 52:06,2          |
| 3     | Iris De Martin Pinter Davide Ghio Nadine Laurent Aksei Artusi                        | Italien  | 52:12,9          |
| 4     | Marina Kälin Fabrizio Albasini Siri Wigger Niclas Steiger                            | Schweiz  | 52:18,4          |
| 5     | Eevi-Inkeri Tossavainen Eero Rantala Elsa Torvinen Niko Anttola                      | Finnland | 52:19,3          |
| 6     | Alison Mackie Xavier McKeever Alexandra Luxmoore Luke Allan                          | Kanada   | 53:18,3          |

Datum: 4. Februar 2023

## Nordische Kombination Junioren

### Gundersen (Normalschanze HS 104/10 km)
| Platz | Sportler            | Land               | Punkte | Gesamtzeit (min) |
| ----- | ------------------- | ------------------ | ------ | ---------------- |
| 1     | Iacopo Bortolas     | Italien            | 132,4  | 25:59,2          |
| 2     | Tristan Sommerfeldt | Deutschland        | 122,3  | 26:02,5          |
| 3     | Paul Walcher        | Österreich         | 129,6  | 26:09,1          |
| 4     | Eidar Johan Strøm   | Norwegen           | 130,2  | 26:12,0          |
| 5     | Niklas Malacinski   | Vereinigte Staaten | 138,2  | 26:30,4          |
| 6     | Jiří Konvalinka     | Tschechien         | 134,0  | 26:41,9          |
| 7     | Benedikt Gräbert    | Deutschland        | 123,9  | 26:48,0          |
| 8     | Richard Stenzel     | Deutschland        | 128,2  | 26:53,4          |
| 9     | Torje Seljeset      | Norwegen           | 124,9  | 26:54,2          |
| 10    | Atsushi Narita      | Japan              | 119,8  | 26:58,7          |

Datum: 3. Februar 2023

Es waren 39 Teilnehmer am Start.

Weitere Teilnehmer aus deutschsprachigen Ländern:

 Nick Schönfeld: 13. Platz

 Kilian Gütl: 16. Platz

 Maximilian Wastian: 25. Platz

### Mannschaft (Normalschanze HS 104/4 × 5km)
| Platz | Sportler                                                               | Land               | Punkte | Gesamtzeit (min) |
| ----- | ---------------------------------------------------------------------- | ------------------ | ------ | ---------------- |
| 1     | Richard Stenzel Pepe Schula Benedikt Gräbert Tristan Sommerfeldt       | Deutschland        | 454,7  | 50:17,8          |
| 2     | Jens Dahlseide Kvamme Eidar Johan Strøm Torje Seljeset Andreas Ottesen | Norwegen           | 470,6  | 50:20,7          |
| 3     | Kilian Gütl Paul Walcher Samuel Lev Severin Reiter                     | Österreich         | 454,8  | 50:20,8          |
| 4     | Evan Nichols Carter Brubaker Caleb Zuckerman Niklas Malacinski         | Vereinigte Staaten | 411,1  | 51:00,6          |
| 5     | Jan Šimek Radim Sudek Lukas Dolezal Jiří Konvalinka                    | Tschechien         | 406,8  | 53:22,6          |
| 6     | Urban Žalec Maja Zelnik Matic Garbajs Matic Hladnik                    | Slowenien          | 397,1  | 53:54,4          |

Datum: 1. Februar 2023

## Nordische Kombination Juniorinnen

### Gundersen (Normalschanze HS 104/5 km)
| Platz | Sportler            | Land        | Punkte | Gesamtzeit (min) |
| ----- | ------------------- | ----------- | ------ | ---------------- |
| 1     | Annika Sieff        | Italien     | 120,1  | 14:42,9          |
| 2     | Nathalie Armbruster | Deutschland | 115,2  | 14:59,2          |
| 3     | Lisa Hirner         | Österreich  | 108,3  | 15:24,1          |
| 4     | Annalena Slamik     | Österreich  | 120,1  | 15:40,7          |
| 5     | Cindy Haasch        | Deutschland | 96,8   | 16:21,0          |
| 6     | Trine Göpfert       | Deutschland | 99,2   | 16:30,1          |
| 7     | Magdalena Burger    | Deutschland | 103,4  | 16:38,2          |
| 8     | Hazuki Ikeda        | Japan       | 97,4   | 16:44,3          |
| 9     | Minja Korhonen      | Finnland    | 83,7   | 17:26,2          |
| 10    | Ingrid Låte         | Norwegen    | 108,7  | 17:32,7          |

Datum: 3. Februar 2023

Es waren 23 Teilnehmerinnen am Start.

Weitere Teilnehmer aus deutschsprachigen Ländern:

 Clara Mentil: 18. Platz

## Nordische Kombination Mixed

### Mannschaft (Normalschanze HS 104/4 × 5km)
| Platz | Sportler                                                              | Land        | Punkte | Gesamtzeit (min) |
| ----- | --------------------------------------------------------------------- | ----------- | ------ | ---------------- |
| 1     | Kilian Gütl Lisa Hirner Annalena Slamik Paul Walcher                  | Österreich  | 443,1  | 37:01,9          |
| 2     | Benedikt Gräbert Cindy Haasch Nathalie Armbruster Tristan Sommerfeldt | Deutschland | 443,9  | 37:04,0          |
| 3     | Manuel Senoner Greta Pinzani Annika Sieff Iacopo Bortolas             | Italien     | 400,8  | 37:20,7          |
| 4     | Torje Seljeset Ingrid Låte Heidi Dyhre Traaserud Eidar Johan Strøm    | Norwegen    | 398,7  | 39:15,0          |
| 5     | Herman Happonen Minja Korhonen Alva Thors Eetu Puliu                  | Finnland    | 332,1  | 40:24,4          |
| 6     | Matic Garbajs Brina Sušnik Teja Pavec Maja Zelnik                     | Slowenien   | 390,0  | 41:19,2          |

Datum: 4. Februar 2023

## Skispringen Junioren

### Normalschanze
| Platz | Sportler         | Land       | Weite 1 | Weite 2 | Punkte |
| ----- | ---------------- | ---------- | ------- | ------- | ------ |
| 1     | Vilho Palosaari  | Finnland   | 98,0 m  | 95,0 m  | 257,9  |
| 2     | Jonas Schuster   | Österreich | 90,5 m  | 98,0 m  | 257,3  |
| 3     | Jan Habdas       | Polen      | 96,0 m  | 94,5 m  | 256,3  |
| 4     | Kacper Tomasiak  | Polen      | 92,5 m  | 94,5 m  | 253,5  |
| 5     | Julijan Smid     | Österreich | 94,0 m  | 96,5 m  | 251,1  |
| 6     | Stephan Embacher | Österreich | 94,0 m  | 97,0 m  | 249,8  |
| 7     | Danil Wassiljew  | Kasachstan | 96,0 m  | 95,0 m  | 246,9  |
| 8     | Remo Imhof       | Schweiz    | 88,0 m  | 101,0 m | 239,2  |
| 9     | Marcin Wróbel    | Polen      | 93,5 m  | 97,5 m  | 238,0  |
| 10    | Taj Ekart        | Slowenien  | 88,0 m  | 94,0 m  | 235,1  |

Datum: 2. Februar 2023

Es waren 54 Teilnehmer am Start.

Weitere Teilnehmer aus deutschsprachigen Ländern:

 Louis Obersteiner: 14. Platz

 Julian Fussl: 17. Platz

 Ben Bayer: 18. Platz

 Sebastian Schwarz: 20. Platz

 Yanick Wasser: 22. Platz

 Simon Steinbeißer: 23. Platz

 Lean Niederberger: 26. Platz

 Juri Kesseli: disqualifiziert

### Mannschaftsspringen Normalschanze
| Platz | Sportler                                                       | Land        | Weite 1                      | Weite 2                      | Punkte |
| ----- | -------------------------------------------------------------- | ----------- | ---------------------------- | ---------------------------- | ------ |
| 1     | Julijan Smid Louis Obersteiner Stephan Embacher Jonas Schuster | Österreich  | 96,5 m 99,5 m 102,0 m 96,0 m | 98,5 m 96,5 m 98,0 m 98,5 m  | 972,5  |
| 2     | Marcin Wróbel Klemens Joniak Kacper Tomasiak Jan Habdas        | Polen       | 94,0 m 98,5 m 99,0 m         | 92,5 m 98,5 m 97,0 m 99,0 m  | 966,7  |
| 3     | Taj Ekart Rok Masle Gorazd Završnik Maksim Bartolj             | Slowenien   | 93,5 m 102,5 m 88,5 m 96,5 m | 96,5 m 102,0 m 91,0 m 96,0 m | 925,8  |
| 4     | Tomas Kuisma Kasperi Valto Tuomas Meis Vilho Palosaari         | Finnland    | 88,5 m 102,0 m 92,0 m 99,0 m | 87,0 m 98,0 m 94,5 m 101,0 m | 920,8  |
| 5     | Ben Bayer Julian Fussi Emanuel Schmid Sebastian Schwarz        | Deutschland | 96,5 m 91,0 m 91,0 m 94,5 m  | 97,5 m 98,0 m 94,5 m 99,5 m  | 914,2  |
| 6     | Lean Niederberger Yannick Wasser Juri Kesseli Remo Imhof       | Schweiz     | 78,5 m 97,0 m 98,5 m 99,0 m  | 76,5 m 95,5 m 97,5 m 97,0 m  | 870,1  |

Datum: 4. Februar 2023

## Skispringen Juniorinnen

### Normalschanze
| Platz | Sportler                   | Land        | Weite 1 | Weite 2 | Punkte |
| ----- | -------------------------- | ----------- | ------- | ------- | ------ |
| 1     | Alexandria Loutitt         | Kanada      | 100,5 m | 101,5 m | 260,7  |
| 2     | Nika Prevc                 | Slowenien   | 98,5 m  | 95,0 m  | 245,8  |
| 3     | Julia Mühlbacher           | Österreich  | 92,5 m  | 90,0 m  | 221,1  |
| 4     | Kurumi Ichinohe            | Japan       | 89,5 m  | 91,5 m  | 212,5  |
| 5     | Nora Midtsundstad          | Norwegen    | 90,0 m  | 88,5 m  | 206,6  |
| 6     | Ajda Košnjek               | Slowenien   | 88,5 m  | 90,0 m  | 204,4  |
| 7     | Ingvild Synnøve Midtskogen | Norwegen    | 87,0 m  | 90,0 m  | 203,2  |
| 8     | Klára Ulrichová            | Tschechien  | 83,5 m  | 89,0 m  | 201,4  |
| 9     | Sina Arnet                 | Schweiz     | 88,0 m  | 87,0 m  | 194,9  |
| 10    | Michelle Göbel             | Deutschland | 86,0 m  | 88,0 m  | 194,2  |

Datum: 2. Februar 2023

Es waren 45 Teilnehmerinnen am Start.

Weitere Teilnehmerinnen aus deutschsprachigen Ländern:

 Anne Häckel: 12. Platz

 Anna-Fay Scharfenberg: 16. Platz

 Lia Böhme: 24. Platz

 Emely Torazza: 26. Platz

 Meghann Wadsak: 30. Platz

### Mannschaftsspringen Normalschanze
| Platz | Sportler                                                                 | Land        | Weite 1                     | Weite 2                     | Punkte |
| ----- | ------------------------------------------------------------------------ | ----------- | --------------------------- | --------------------------- | ------ |
| 1     | Nagomi Nakayama Yuzuki Sato Kurumi Ichinohe Ringo Miyajima               | Japan       | 86,0 m 82,0 m 88,0 m 82,5 m | 92,0 m 88,0 m 95,5 m 90,0 m | 805,3  |
| 2     | Ajda Košnjek Nika Vetrih Taja Bodlaj Nika Prevc                          | Slowenien   | 85,5 m 87,0 m 74,0 m 84,5 m | 94,5 m 87,5 m 79,0 m 97,5 m | 785,5  |
| 3     | Anne Häckel Lia Böhme Anna-Fay Scharfenberg Michelle Göbel               | Deutschland | 81,5 m 80,3 m 80,5 m 86,0 m | 83,5 m 83,5 m 91,5 m 87,0 m | 725,6  |
| 4     | Frida Berger Ingvild Synnøve Midtskogen Kjersti Græsli Nora Midtsundstad | Norwegen    | 72,0 m 83,5 m 74,5 m 85,5 m | 78,5 m 89,5 m 87,0 m 90,0 m | 697,5  |
| 5     | Martina Zanitzer Anna Senoner Annika Sieff Noelia Vuerich                | Italien     | 75,0 m 75,5 m 73,5 m 71,0 m | 78,5 m 78,5 m 84,5 m 83,0 m | 618,4  |
| 6     | Meghann Wadsak Clara Mentil Elisa Deubler Julia Mühlbacher               | Österreich  | 68,5 m 66,5 m 66,0 m 86,5 m | 71,5 m 68,0 m 73,0 m 92,5 m | 559,2  |

Datum: 4. Februar 2023

## Skispringen Mixed

### Mannschaftsspringen Normalschanze
| Platz | Sportler                                                         | Land        | Weite 1                      | Weite 2                       | Punkte |
| ----- | ---------------------------------------------------------------- | ----------- | ---------------------------- | ----------------------------- | ------ |
| 1     | Ajda Košnjek Rok Masle Nika Prevc Maksim Bartolj                 | Slowenien   | 88,0 m 94,5 m 98,5 m 99,0 m  | 94,5 m 101,5 m 102,5 m 96,0 m | 920,2  |
| 2     | Nagomi Nakayama Ritsuta Sugiyama Kurumi Ichinohe Asahi Sakano    | Japan       | 96,0 m 88,5 m 94,5 m 94,0 m  | 100,0 m 91,5 m 95,5 m 99,5 m  | 875,2  |
| 3     | Anna-Fay Scharfenberg Ben Bayer Michelle Göbel Sebastian Schwarz | Deutschland | 94,0 m 91,0 m 90,0 m         | 96,0 m 95,0 m 93,5 m 98,0 m   | 873,7  |
| 4     | Emely Torazza Juri Kesseli Sina Arnet Remo Imhof                 | Schweiz     | 91,5 m 83,5 m 90,5 m 98,5 m  | 88,5 m 91,0 m 93,5 m 101,0 m  | 864,5  |
| 5     | Julia Mühlbacher Stephan Embacher Meghann Wadsak Jonas Schuster  | Österreich  | 93,0 m 93,5 m 79,5 m 101,5 m | 98,5 m 101,5 m 79,0 m 100,5 m | 857,4  |
| 6     | Natalia Słowik Kacper Tomasiak Pola Bełtowska Jan Habdas         | Polen       | 79,0 m 95,0 m 82,5 m 96,0 m  | 80,0 m 99,0 m 82,0 m 97,0 m   | 797,4  |

Datum: 5. Februar 2023